# Манка Коцаро (Потенца)
Манка Коцаро (итал. Manca Cozzaro) је насеље у Италији у округу Потенца, региону Базиликата.
Према процени из 2011. у насељу је живело 77 становника. Насеље се налази на надморској висини од 921 м.